# Śmiertelnie proste
Śmiertelnie proste (ang. Blood Simple) – amerykański film neo-noir z 1984 roku. Jest to debiutancka produkcja braci Joela i Ethana Coenów. Tytuł filmu został zaczerpnięty z książki Krwawe żniwa autorstwa Dasheilla Hammetta.

## Obsada
- John Getz jako Ray
- Frances McDormand jako Abby
- Dan Hedaya jako Julian Marty
- M. Emmet Walsh jako Loren Visser, prywatny detektyw
- Samm-Art Williams jako Meurice
- Deborah Neumann jako Debra
- Raquel Gavia jako Landlady